# Scarborough—Guildwood (circonscription provinciale)
Circonscription électorale provinciale du Canada
Scarborough—Guildwood est une circonscription provinciale de l'Ontario représentée à l'Assemblée législative de l'Ontario depuis 2007.

## Géographie
La circonscription est située dans le sud de l'Ontario, plus précisément dans la région de Toronto. Bordée par le lac Ontario, la circonscription englobe la ville de Guildwood.  
Les circonscriptions limitrophes sont Scarbobourg-Nord, Scarborough-Centre, Scarborough—Rouge Park et Scarborough-Sud-Ouest.

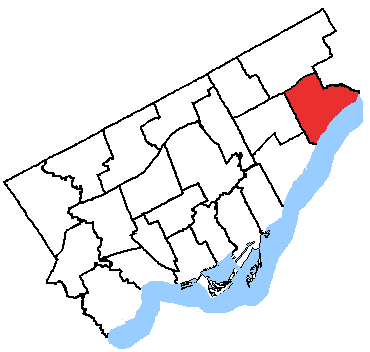
Scarbobourg—Guildwood de 2003 à 2018

## Liste des députés
| Législature                                                                                                 | Années        | Député             | Député         | Parti   |
| --- | ------------- | ------------------ | -------------- | ------- |
| Scarborough—Guildwood Circonscription issue de Scarbobourg-Est, Scarbobourg-Sud-Ouest et Scarborough-Centre |               |                    |                |         |
| 39e | 2007–2011     |                    | Margarett Best | Libéral |
| 40e | 2011–2013     |                    | Margarett Best | Libéral |
| 40e | 2013-2014     | Mitzie Hunter      |                | Libéral |
| 41e | 2014–2018     | Mitzie Hunter      |                | Libéral |
| 42e | 2018–2022     | Mitzie Hunter      |                | Libéral |
| 43e | 2022–2023     | Mitzie Hunter      |                | Libéral |
| 43e | 2023–actuelle | Andrea Hazell (en) |                | Libéral |

## Circonscription fédérale
Depuis les élections provinciales ontariennes du 4 octobre 2007, l'ensemble des circonscriptions provinciales et des circonscriptions fédérales sont identiques.